# Eparchia di Edmonton
L'eparchia di Edmonton degli Ucraini (in latino: Eparchia Edmontonensis Ucrainorum) è una sede della Chiesa greco-cattolica ucraina in Canada suffraganea dell'arcieparchia di Winnipeg. Nel 2021 contava 5.012 battezzati. È retta dall'eparca David Motiuk.

## Territorio
L'eparchia estende la sua giurisdizione sui fedeli della Chiesa greco-cattolica ucraina della provincia canadese dell'Alberta.
Sede eparchiale è la città di Edmonton, dove si trova la cattedrale di San Giosafat (Saint Josafat's)
Il territorio è suddiviso in 81 parrocchie.

## Storia
L'esarcato apostolico del Canada occidentale fu eretto il 3 marzo 1948 con la bolla Omnium cuiusvis ritus di papa Pio XII, ricavandone il territorio dall'esarcato apostolico del Canada, che contestualmente ha cambiato nome in esarcato apostolico del Canada centrale ed è l'odierna arcieparchia di Winnipeg.
Il 10 marzo 1951 assunse il nome di esarcato apostolico di Edmonton.
Il 3 novembre 1956 l'esarcato apostolico è stato elevato ad eparchia con la bolla Hanc Apostolicam dello stesso papa Pio XII.
Il 27 giugno 1974 ha ceduto una porzione del suo territorio a vantaggio dell'erezione dell'eparchia di New Westminster.

## Cronotassi dei vescovi
Si omettono i periodi di sede vacante non superiori ai 2 anni o non storicamente accertati.
- Neil Nicholas Savaryn, O.S.B.M. † (19 gennaio 1948 - 8 gennaio 1986 deceduto)
- Demetrius Martin Greschuk † (28 aprile 1986 - 8 luglio 1990 deceduto)
- Myron Michael Daciuk, O.S.B.M. † (28 ottobre 1991 - 14 gennaio 1996 deceduto)
- Lawrence Daniel Huculak, O.S.B.M. (16 dicembre 1996 - 9 gennaio 2006 nominato arcieparca di Winnipeg)
- David Motiuk, dal 25 gennaio 2007

## Statistiche
L'eparchia nel 2021 contava 5.012 battezzati.
| anno | popolazione | popolazione | popolazione | presbiteri | presbiteri | presbiteri | presbiteri                | diaconi | religiosi | religiosi | parrocchie |
| anno | battezzati  | totale      | %           | numero     | secolari   | regolari   | battezzati per presbitero | diaconi | uomini    | donne     | parrocchie |
| ---- | ----------- | ----------- | ----------- | ---------- | ---------- | ---------- | ------------------------- | ------- | --------- | --------- | ---------- |
| 1950 | 310.428     | 1.360.972   | 22,8        | 57         | 33         | 24         | 5.446                     |         | 29        | 43        | 25         |
| 1966 | 51.985      | 2.998.652   | 1,7         | 67         | 44         | 23         | 775                       |         | 28        | 49        | 44         |
| 1968 | 51.985      | 2.998.652   | 1,7         | 69         | 45         | 24         | 753                       |         | 34        | 49        | 40         |
| 1976 | 41.110      | ?           | ?           | 50         | 33         | 17         | 822                       | 3       | 29        | 35        | 26         |
| 1980 | 41.065      | ?           | ?           | 45         | 30         | 15         | 912                       | 4       | 27        | 35        | 27         |
| 1990 | 40.150      | ?           | ?           | 38         | 29         | 9          | 1.056                     |         | 9         | 27        | 79         |
| 1999 | 26.250      | ?           | ?           | 37         | 25         | 12         | 709                       | 8       | 26        | 35        | 117        |
| 2000 | 26.250      | ?           | ?           | 40         | 26         | 14         | 656                       | 7       | 32        | 35        | 117        |
| 2001 | 26.250      | ?           | ?           | 39         | 26         | 13         | 673                       | 7       | 31        | 35        | 119        |
| 2002 | 26.250      | ?           | ?           | 41         | 26         | 15         | 640                       | 7       | 22        | 35        | 89         |
| 2003 | 26.250      | ?           | ?           | 39         | 25         | 14         | 673                       | 9       | 25        | 34        | 89         |
| 2004 | 26.250      | ?           | ?           | 42         | 27         | 15         | 625                       | 5       | 24        | 33        | 119        |
| 2006 | 28.750      | ?           | ?           | 39         | 26         | 13         | 737                       | 4       | 22        | 30        | 118        |
| 2009 | 28.845      | ?           | ?           | 42         | 29         | 13         | 686                       | 3       | 24        | 28        | 86         |
| 2013 | 29.100      | ?           | ?           | 38         | 29         | 9          | 765                       | 4       | 22        | 19        | 82         |
| 2016 | 5.486       | ?           | ?           | 39         | 30         | 9          | 140                       | 4       | 18        | 16        | 84         |
| 2019 | 4.739       | ?           | ?           | 41         | 31         | 10         | 115                       | 3       | 14        | 12        | 81         |
| 2021 | 5.012       | ?           | ?           | 39         | 29         | 10         | 128                       | 4       | 13        | 10        | 81         |